# La Classique Morbihan
La Classique Morbihan-Trophée Harmonie Mutuelle o simplemente La Classique Morbihan es una carrera ciclista femenina francesa de un día que se disputa en el departamento de Morbihan.
La carrera fue creada en el año 2015 como competencia de categoría 1.2 del calendario internacional femenino de la UCI y desde 2016 pasó a ser una prueba de categoría 1.1.
La carrera se disputa como antesala al Gran Premio de Plumelec-Morbihan.

## Palmarés
| Año  | Ganador                | Segundo          | Tercero               |           |
| ---- | ---------------------- | ---------------- | --------------------- | --------- |
| 2015 | Chloe Hosking          | Pascale Jeuland  | Eider Merino          |           |
| 2016 | Christine Majerus      | Élise Delzenne   | Amélie Rivat          |           |
| 2017 | Ashleigh Moolman-Pasio | Alena Amialiusik | Cecilie Uttrup Ludwig |           |
| 2018 | Ashleigh Moolman-Pasio | Rasa Leleivytė   | Alicia González       |           |
| 2019 | Christine Majerus      | Sofie De Vuyst   | Tatiana Guderzo       |           |
| 2020 | cancelada              | cancelada        | cancelada             | cancelada |
| 2021 | Sofia Bertizzolo       | Valentine Fortin | Chiara Consonni       |           |
| 2022 | Antri Christoforou     | Coralie Demay    | Femke Markus          |           |
| 2023 | Gaia Masetti           | Alessia Vigilia  | Sofia Bertizzolo      |           |
| 2024 | Eleonora Gasparrini    | Marta Lach       | Jade Wiel             |           |
| 2025 |                        |                  |                       |           |

## Palmarés por países
| País         | Victorias |
| ------------ | --------- |
| Italia       | 3         |
| Sudáfrica    | 2         |
| Luxemburgo   | 2         |
| Francia      | 1         |
| Chipre       | 1         |
| Países Bajos | 1         |